# Saunders Sports Club
Maillots
Le Saunders Sports Club, plus couramment abrégé en Saunders SC, est un club srilankais de football fondé en 1932 et basé à Pettah, quartier de Colombo, la capitale du pays.

## Palmarès
| Compétitions nationales |
| --- |
| - Championnat du Sri Lanka (12) : - Champion : 1985, 1986, 1987, 1989, 1991, 1992, 1996, 1997, 1999, 2000-01, 2001-02 et 2004-05. - Vice-champion : 2007. - Coupe du Sri Lanka (16) : - Vainqueur : 1949, 1952, 1954, 1955, 1960, 1963, 1964, 1982, 1984, 1985, 1988, 1992, 1993, 1997, 1999 et 2001. - Finaliste : 1989, 2000 et 2005. |